# عبد الرحمن التليلي
عبد الرحمن التليلي (من مواليد قفصة في 30 مارس 1943)، سياسي تونسي ومؤسس الاتحاد الديمقراطي الوحدوي وأمينه العام فيما بين 1988 و2003.
ينتمي إلى عائلة وطنية إذ أن والده هو المناضل الوطني والنقابي أحمد التليلي. نشط في فترة شبابه في اليسار الطالبي بفرنسا إذ أسس منظمة راديكالية تسمى تونس الحمراء، وقد أطرد من فرنسا إبان أحداث مايو 1968. تقرب في بداية الثمانينات من السلطة التي كانت تسعى لإيجاد قيادة بديلة للاتحاد العام التونسي للشغل، كما ربطته في ذلك الوقت علاقة جيدة بالزعيم الليبي معمر القذافي.
سمي على رأس عدد من المؤسسات الحكومية الكبرى أولها الديوان الوطني الزيت وآخرها ديوان الطيران المدني، ثم أقيل في 21 أوت/آب 2003.

## في السياسة
انتمى إلى الحزب الحاكم، حيث كان عضو لجنته المركزية إلى سنة 1988. ثم تفرغ لتأسيس حزب الاتحاد الديمقراطي الوحدوي المعارض، والذي حصل على تأشيرة العمل القانوني، بعد أيام من تقديم مطلب في ذلك. ترشح سنة 1999 للانتخابات الرئاسية ليحصل على 0.23% من جملة أصوات الناخبين مقابل 0.31% لمحمد بلحاج عمر مرشح حزب الوحدة الشعبية و99.46% للرئيس زين العابدين بن علي.

## المتاعب
في 3 جوان/حزيران 2003، انتحرت زوجته سلوى التليلي بأن ألقت بنفسها من الطابق الأول لمطار تونس قرطاج الدولي. تعرض في 28 أغسطس 2003 إلى اعتداء عنيف في منطقة المنزه، يؤكد التليلي أن أعوانا لوزارة الداخلية يقفون وراءه. ثم سرعان ما انتهى مساره السياسي بسجنه بتهمة الفساد. وحكمت عليه المحكمة سنة 2004 بالسجن لمدة عشر سنوات وخطية ب42.7 مليون دينار تونسي أي ما بين 30 و35 مليون دولار أمريكي. شن في يوليو 2004 ويناير 2008 إضرابين عن الطعام احتجاجا على ظروف اعتقاله. يقضي حاليا بقية عقوبته في سجن برج العامري في منطقة المرناقية غرب العاصمة.

## وصلات خارجية
- موقع عن عبد الرحمن التليلي
- بلوغ للجنة الدولية لمساندة عبد الرحمن التليلي